# Gulkana (Alaska)
Gulkana (Ahtna: C’uul C’ena’) ist ein Ort und ein census-designated place (CDP) in der Copper River Census Area in Alaska in den Vereinigten Staaten. Das U.S. Census Bureau hatte bei der Volkszählung 2020 eine Einwohnerzahl von 110 ermittelt.

## Geographie
Gulkana befindet sich am Richardson Highway (Alaska Route 1) 262 km ostnordöstlich von Anchorage sowie 19 km nordnordöstlich von Glennallen. Etwa 15 Kilometer des Richardson Highways verlaufen innerhalb des CDP-Gebietes. Dieses hat eine Längsausdehnung in Nord-Süd-Richtung von knapp 17 km. Der Copper River fließt entlang der östlichen CDP-Grenze nach Süden. Der Gulkana River durchquert die nordöstliche Ecke des CDP-Gebietes und mündet in den Copper River. Der Ort Gulkana befindet sich am linken, nördlichen Flussufer des Gulkana River in der äußersten Nordostecke des Gebietes. Dort kreuzt der Richardson Highway den Gulkana River. Im äußersten Süden des CDP-Gebietes liegt der Flugplatz Gulkana (Gulkana Airport) sowie der Rastplatz „Dry Creek State Recreation Site“.
Das CDP-Gebiet grenzt im Nordosten an das Gakona CDP sowie im Süden an das Glennallen CDP.

## Geschichte
Gulkana geht auf eine Telegrafenstation um das Jahr 1903 zurück. Diese wurde vom U.S. Army Signal Corps nach dem nahe gelegenen Fluss „Kulkana“ genannt. Zwischen 1909 und 1954 gab es ein Postamt in Gulkana. 
Anfang der 1900er Jahre siedelte Häuptling Ewan mit seiner Familie am Südufer des Gulkana River. Zur selben Zeit wurde der Valdez Eagle Trail angelegt. Gulkana entwickelte sich zu einem Raststopp an dieser Strecke. Die Dorfbewohner zogen später an das nördliche Flussufer an die Stelle der früheren Telegrafenstation. Der „Gulkana Village Council“ (GVC) organisiert das Dorf. Seit 1997 ist im Dorf Gulkana der Verkauf, die Einfuhr und der Besitz von Alkohol   verboten.
Gulkana erschien erstmals beim Zensus 1940 als ein „unincorporated village“. Beim Zensus 1960 gab es separate Meldungen vom Gulkana-Indianerreservat und vom Gulkana Airport. Seit dem Zensus 1980 ist Gulkana ein census-designated place. 

## Demografie
Zum Zeitpunkt der Volkszählung im Jahre 2020 (U.S. Census 2020) hatte Gulkana 110 Einwohner auf einer Landfläche von 90,35 km². Von den Einwohnern waren 40 Weiße sowie 63 amerikanisch-indianischer Abstammung. Beim Zensus 2000 wurde eine Einwohnerzahl von 88 ermittelt, im Jahr 2010 waren es 119.